# Croce e delizia (film 1995)
Croce e delizia è un film commedia italiano del 1995 diretto da Luciano De Crescenzo e Marco Colli. 
La pellicola è basata sull'omonimo romanzo di De Crescenzo del 1993.

## Trama
A Parigi una piccola troupe sta girando il film La traviata. Alfredo è l'attore Alberto Sanna e la sarta di scena è Rosa, che anni prima ebbe con lui una breve avventura è in estasi e lacrima sulla protagonista Violetta che rinuncia all'amore. Per la donna, non più giovane, l'identificazione con Violetta è totale, anche se le è stato detto che costei nella "Signora delle camelie" di Dumas si chiamava Margherita.
Frattanto tre tecnici romani della troupe organizzano una seduta spiritica, dove Madame X, una maga francese, fa credere a Rosa, tanto per beffarsi di lei, di essere senz'altro la reincarnazione di Violetta. La parrucchiera consulta le sue carte, conferma e aggiunge che l'eroina verdiana non vuole dall'aldilà che il dramma suo si ripeta.
Rosa è sempre più emozionata (va perfino a visitare nel cimitero di Montmartre la tomba di Alphonsine Plessis), per cui, mentre un giorno si gira sul set il celebre duetto dell'addio, Rosa irrompe in scena ma è colta da un infarto e finisce in ospedale. La lavorazione del film prosegue con molte difficoltà: il regista accetta passivamente i battibecchi con il consulente storico; i tecnici entrano in sciopero e il produttore, che è in arretrato con le paghe, pensa che l'impresa sia sfortunata per i troppi incidenti (la pioggia, lampadari che piombano a terra).
Rosa fugge dall'ospedale perché ha appreso che Sanna, gran seduttore, ha avuto rapporti con una giovane francese, Juliette. Per la sarta, ancora innamorata di Alberto, il colpo è fatale. C'è un secondo infarto e lei muore in scena come la Signora delle camelie, circondata da tutta la troupe, muta e commossa.